# Elkov-Kasper
La Elkov-Kasper è una squadra maschile ceca di ciclismo su strada con licenza di UCI Continental Team.
Attiva a livello UCI dal 2000, ha sede a Hradec Králové ed è diretta sin dalla fondazione da Vladimír Vávra. Nelle stagioni 2008 e 2009 è stata attiva come formazione Professional Continental. Gli sponsor al 2020 sono Elkov Elektro, Kasper e il fornitore di telai Author.

## Cronistoria

### Annuario
| Anno | Codice | Nome                         | Cat.  | Biciclette | Dirigenza |
| ---- | ------ | ---------------------------- | ----- | ---------- | --- |
| 2000 | PSK    | PSK Unit Expert              | GSIII | Wheeler    | Dir. sportivi: Vladimír Vávra, Otakar Fiala, Tomáš Svoboda                                                                           |
| 2001 | PSK    | PSK Remerx                   | GSIII | Wheeler    | Dir. sportivi: Vladimír Vávra, Otakar Fiala, Tomáš Svoboda                                                                           |
| 2002 | PSK    | PSK Remerx                   | GSIII | Fuji       | Dir. sportivi: Vladimír Vávra, Otakar Fiala, Tomáš Svoboda                                                                           |
| 2003 | PSK    | PSK Remerx                   | GSIII | Fuji       | Dir. sportivi: Vladimír Vávra, Otakar Fiala, Tomáš Svoboda                                                                           |
| 2004 | PSK    | PSK Whirlpool                | GSIII | Wheeler    | Dir. sportivi: Vladimír Vávra, Otakar Fiala, David Rajmont                                                                           |
| 2005 | PSK    | PSK Whirlpool                | CT    | Author     | Manager: Vladimír Vávra Dir. sportivi: Vladimír Vávra, Otakar Fiala                                                                  |
| 2006 | PSK    | PSK Whirlpool-Hradec Králové | CT    | Author     | Manager: Vladimír Vávra Dir. sportivi: Vladimír Vávra, Otakar Fiala, David Rajmont                                                   |
| 2007 | PSK    | PSK Whirlpool-Hradec Králové | CT    | Author     | Manager: Vladimír Vávra Dir. sportivi: Vladimír Vávra, Otakar Fiala, David Rajmont                                                   |
| 2008 | PSK    | PSK Whirlpool-Author         | PCT   | Author     | Manager: Vladimír Vávra Dir. sportivi: Vladimír Vávra, Otakar Fiala                                                                  |
| 2009 | PSK    | PSK Whirlpool-Author         | PCT   | Author     | Manager: Vladimír Vávra Dir. sportivi: Vladimír Vávra, René Andrle, Otakar Fiala, Peter Rohracker                                    |
| 2010 | PSK    | PSK Whirlpool-Author         | CT    | Author     | Manager: Vladimír Vávra Dir. sportivi: Vladimír Vávra, René Andrle, Otakar Fiala                                                     |
| 2011 | PSK    | PSK Whirlpool-Author         | CT    | Author     | Manager: Vladimír Vávra Dir. sportivi: Vladimír Vávra, René Andrle, Otakar Fiala                                                     |
| 2012 | WHI    | Whirlpool-Author             | CT    | Author     | Manager: Vladimír Vávra Dir. sportivi: Vladimír Vávra, René Andrle, Otakar Fiala                                                     |
| 2013 | BAU    | Bauknecht-Author             | CT    | Author     | Manager: Vladimír Vávra Dir. sportivi: Vladimír Vávra, Otakar Fiala                                                                  |
| 2014 | BAU    | Bauknecht-Author             | CT    | Author     | Manager: Vladimír Vávra Dir. sportivi: Vladimír Vávra, Otakar Fiala                                                                  |
| 2015 | WHI    | Whirlpool-Author             | CT    | Author     | Manager: Vladimír Vávra Dir. sportivi: Vladimír Vávra, Otakar Fiala                                                                  |
| 2016 | WHI    | Whirlpool-Author             | CT    | Author     | Manager: Vladimír Vávra Dir. sportivi: Vladimír Vávra, Otakar Fiala                                                                  |
| 2017 | ELA    | Elkov-Author Cycling Team    | CT    | Author     | Manager: Vladimír Vávra Dir. sportivi: Vladimír Vávra, Otakar Fiala                                                                  |
| 2018 | ELA    | Elkov-Author                 | CT    | Author     | Manager: Vladimír Vávra Dir. sportivi: Vladimír Vávra, Otakar Fiala                                                                  |
| 2019 | ELA    | Elkov-Author                 | CT    | Author     | Manager: Vladimír Vávra Dir. sportivi: Vladimír Vávra, Otakar Fiala                                                                  |
| 2020 | ELK    | Elkov-Kasper                 | CT    | Author     | Manager: Vladimír Vávra Dir. sportivi: Vladimír Vávra, Otakar Fiala                                                                  |
| 2021 | EKA    | Elkov-Kasper                 | CT    | Author     | Manager: Vladimír Vávra Dir. sportivi: Vladimír Vávra, Otakar Fiala, Tomáš Ondráček, Michal Rejholec, František Sisr                 |
| 2022 | EKA    | Elkov-Kasper                 | CT    | Author     | Manager: Vladimír Vávra Dir. sportivi: Vladimír Vávra, Otakar Fiala, Tomáš Ondráček, Michal Rejholec, František Sisr                 |
| 2023 | EKA    | Elkov-Kasper                 | CT    | Author     | Manager: Vladimír Vávra Dir. sportivi: Vladimír Vávra, Otakar Fiala, Tomáš Ondráček, Michal Rejholec, František Sisr, Antonín Švehla |

### Classifiche UCI
Aggiornato al 31 dicembre 2020.
| Anno | Class.    | Pos. | Migliore cl. individuale |
| ---- | --------- | ---- | ------------------------ |
| 2000 | GSIII     | 3º   | Ondřej Sosenka (392º)    |
| 2001 | GSIII     | 9º   | František Trkal (584º)   |
| 2002 | GSIII     | -    | -                        |
| 2003 | GSIII     | 54º  | Martin Mareš (1453º)     |
| 2004 | GSIII     | 18º  | Jan Faltynek (453º)      |
| 2005 | Europe T. | 18º  | František Raboň (12º)    |
| 2006 | Europe T. | 21º  | Stanislav Kozubek (134º) |
| 2007 | Europe T. | 42º  | Tomáš Bucháček (183º)    |
| 2008 | Europe T. | 63º  | André Schulze (102º)     |
| 2009 | Europe T. | 20º  | Danilo Hondo (28º)       |
| 2010 | Europe T. | 23º  | André Schulze (56º)      |
| 2011 | Europe T. | 43º  | Petr Benčík (154º)       |
| 2012 | Europe T. | 58º  | Tomáš Bucháček (281º)    |
| 2013 | Europe T. | 60º  | Jiří Hudeček (136º)      |
| 2014 | Europe T. | 45º  | Paweł Cieślik (85º)      |
| 2015 | Europe T. | 39º  | Alois Kaňkovský (50º)    |
| 2016 | Europe T. | 45º  | Alois Kaňkovský (280º)   |
| 2017 | Europe T. | 20º  | Josef Černý (60º)        |
| 2018 | Europe T. | 14º  | Josef Černý (56º)        |
| 2019 | Europe T. | 20º  | Jan Bárta (182º)         |
| 2020 | Europe T. | 15º  | Adam Ťoupalík (134º)     |

## Palmarès
Aggiornato al 10 agosto 2023.

### Campionati nazionali
- Campionati cechi: 15[11][12]

In linea: 2000 (Miloslav Kejval), 2006 (Stanislav Kozubek), 2007 (Tomáš Bucháček), 2008 (Petr Benčík), 2009 (Martin Mareš), 2010, 2011 (Petr Benčík), 2018 (Josef Černý), 2019 (František Sisr), 2020 (Adam Ťoupalík), 2021 (Michael Kukrle), 2022 (Matěj Zahálka)
Cronometro: 2007 (Stanislav Kozubek), 2011 (Jiří Hudeček), 2018 (Josef Černý), 2019, 2022 (Jan Bárta)
- Campionati greci: 1

Cronometro: 2007 (Georgios Tentos)
- Campionati slovacchi: 3

In linea: 2004 (Martin Riška); 2024 (Lukáš Kubiš)
Cronometro: 2024 (Lukáš Kubiš)

## Organico 2025
Aggiornato al 27 gennaio 2025.

### Staff tecnico
|  | Naz.                 | Ruolo  | Sportivo        |  |  |  |
|  | -------------------- | ------ | --------------- |  |  |  |
|  | Rep. Ceca (bandiera) | GM, DS | Vladimír Vávra  |  |  |  |
|  | Rep. Ceca (bandiera) | DS     | Otakar Fiala    |  |  |  |
|  | Rep. Ceca (bandiera) | DS     | Tomáš Ondráček  |  |  |  |
|  | Rep. Ceca (bandiera) | DS     | Michal Rejholec |  |  |  |
|  | Rep. Ceca (bandiera) | DS     | František Sisr  |  |  |  |
|  | Rep. Ceca (bandiera) | DS     | Antonín Švehla  |  |  |  |

### Rosa
|  | Naz.                 |  | Sportivo        | Anno |  |  |
|  | -------------------- |  | --------------- | ---- |  |  |
|  | Rep. Ceca (bandiera) |  | Jan Bárta       | 1984 |  |  |
|  | Rep. Ceca (bandiera) |  | Michael Boroš   | 1992 |  |  |
|  | Rep. Ceca (bandiera) |  | Daniel Mráz     | 2004 |  |  |
|  | Rep. Ceca (bandiera) |  | Dominik Neuman  | 1995 |  |  |
|  | Rep. Ceca (bandiera) |  | Tomáš Obdržálek | 2003 |  |  |
|  | Rep. Ceca (bandiera) |  | Tomáš Přidal    | 2004 |  |  |
|  | Rep. Ceca (bandiera) |  | Filip Řeha      | 2001 |  |  |
|  | Rep. Ceca (bandiera) |  | Michal Schlegel | 1995 |  |  |
|  | Rep. Ceca (bandiera) |  | Štěpán Telecký  | 2004 |  |  |
|  | Rep. Ceca (bandiera) |  | Adam Ťoupalík   | 1996 |  |  |
|  | Rep. Ceca (bandiera) |  | Matěj Zahálka   | 1993 |  |  |